# Johannes IV. Burckhardt

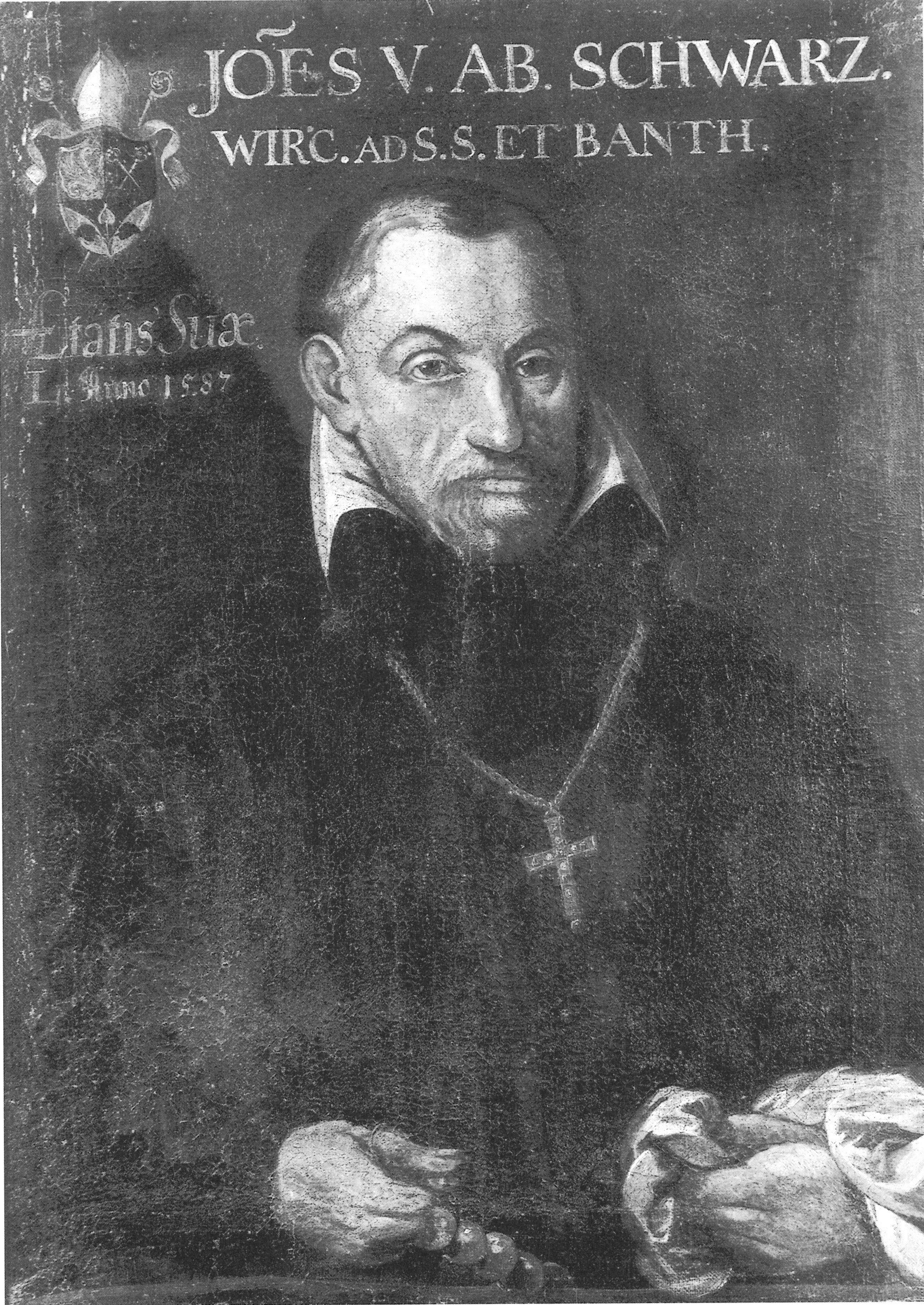
Johannes IV. Burckhardt als Abt von Münsterschwarzach, St. Stephan und Banz

Johannes IV. Burckhardt (* 1538 in Wettelsheim bei Treuchtlingen; † 26. Januar 1598 in Kloster Banz) war von 1563 bis 1598 Abt des Benediktinerklosters Münsterschwarzach, seit 1575 leitete er daneben das Kloster Banz und seit 1590 auch das Kloster St. Stephan in Würzburg.

## Die Klöster vor Johannes Burckhardt
Das 16. Jahrhundert war in ganz Franken von der einsetzenden Reformation geprägt. Münsterschwarzach wurde 1525 von durchziehenden Bauernhaufen zerstört und musste im Laufe des Jahrhunderts wiederaufgebaut werden. Gleichzeitig sorgte die fehlende Unterstützung der notleidenden Abtei für eine Entfernung von den Zielen der Bursfelder Kongregation. Das Kloster verschuldete, Gottesdienste wurden kaum noch gefeiert. Die Situation verschärfte sich durch weitere Zerstörungen in den Jahren 1546 und 1553. Die ausufernde Misswirtschaft unter dem Abt Leonhard Gnetzamer trug ebenso nicht zur Entspannung bei.
Auch dem oberfränkischen Kloster Banz machten die Bauernerhebungen und die protestantischen Fürstentümer in seiner Nähe zu schaffen. Um mehr Nachwuchs ins Kloster zu locken, hob man im Jahr 1550 das Adelsprivileg auf, sodass nun auch einfache Bauernsöhne die Möglichkeit bekamen, Mönche zu werden. Im Würzburger Stadtkloster St. Stephan wütete im 16. Jahrhundert die Pest. Das Kloster erhielt immer weniger neue Professen, gleichzeitig stieg seine Verschuldung in bisher ungeahnte Höhen.

## Leben

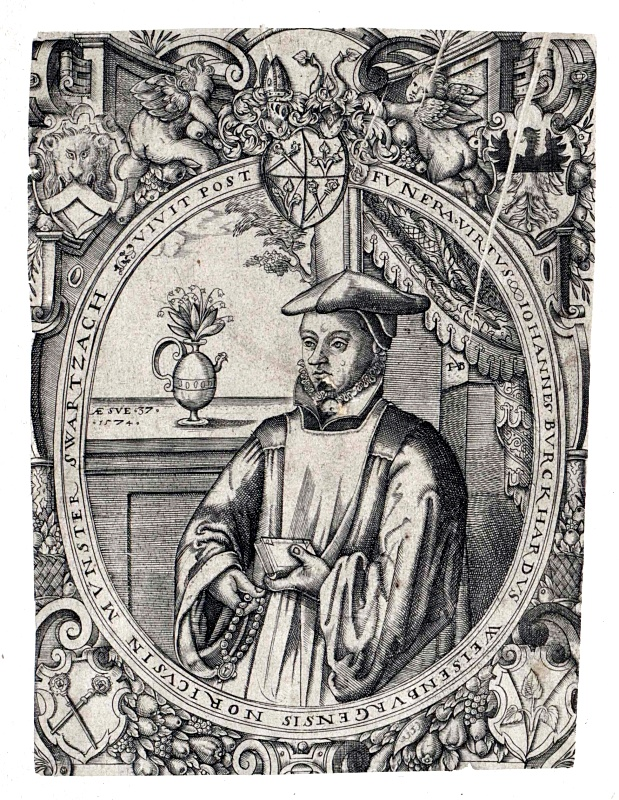
Abt Johannes IV. Burckhardt, zeitgenössischer Stich, 1574

### Frühe Jahre
Johannes Burckhardt wurde im Jahr 1538 in Wettelsheim, heute ein Ortsteil von Treuchtlingen, geboren. Er war der Sohn des Heinrich Burckhardt, der als Vogt für die Ansbacher Hohenzollern im Amt Wettelsheim tätig war. Burckhardts Mutter war Eva Widmann, die aus einer protestantischen Familie stammte. Ihr Bruder war als lutherischer Pfarrer in der Nähe von Nürnberg tätig. Burckhardts älterer Bruder Georg, geboren am 5. Januar 1539, wurde später als lutherischer Professor bekannt.
Mit dem Ausbruch des Schmalkaldischen Krieges schickte der Vater die zwei Brüder zu seinem Schwager ins Nürnberger Umland. Als der Krieg bald darauf auch diesen Ort erreichte, flohen sie weiter nach Windsheim. Dort begann die schulische Ausbildung der beiden, die durch die Nachricht vom Tod des Vaters 1546 allerdings jäh unterbrochen wurde. Wieder verließen Johannes und Georg ihren Zufluchtsort und zogen zu den Brüdern des Vaters nach Ochsenfurt. In der fürstbischöflichen Amtsstadt am Main wurde Johannes zwei weitere Jahre von Privatlehrern unterrichtet.
Am 25. Dezember 1548 brachte man den zehnjährigen Johannes in das Benediktinerkloster nach Münsterschwarzach. Aufgrund der kleinen Konventsstärke, 1551 waren lediglich sieben Mönche im Kloster, stieg der Junge schnell auf. Am 14. März 1551 erhielt er bereits die niederen Priesterweihen. Ein Jahr später, am 24. September 1552, wurde er Subdiakon und 1554 Diakon.  Am 30. März 1555 wurde er bereits zum Priester geweiht. Schnell besaß er das Vertrauen seines Vorgängers im Abtsamt, Wolfgang Zobell, und füllte die Ämter des Cellerars und Priors aus.

### Abt von Münsterschwarzach

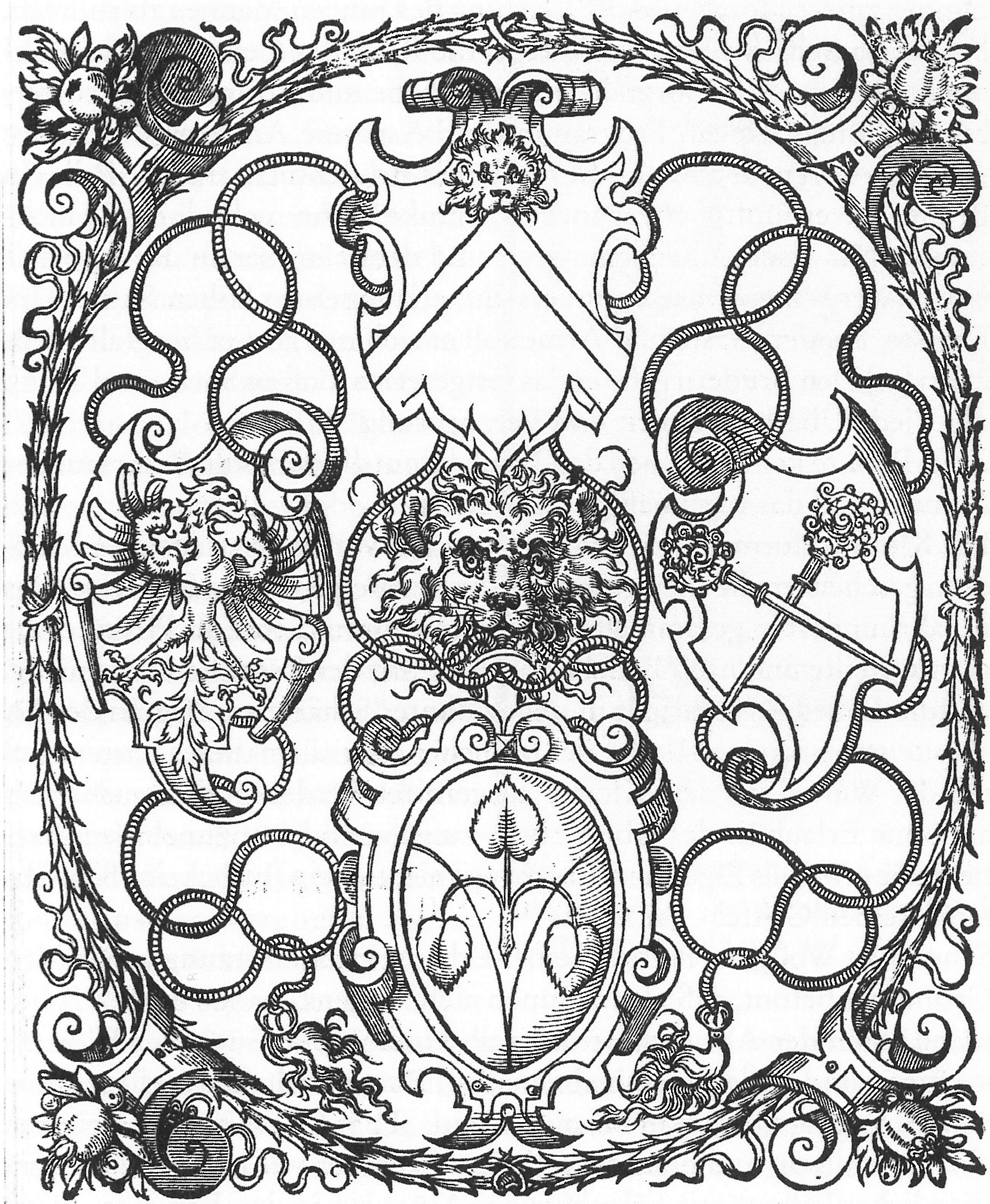
Das Wappen Burckhardts als Abt von Münsterschwarzach

Nach dem Tod des Wolfgang Zobell wählten die verbliebenen Mönche am 24. Mai 1563 Johannes Burckhardt einstimmig zum Abt Johannes IV. Am 23. Juni desselben Jahres erhielt die Wahl den Segen des Generalvikars von Würzburg, am 24. Juni wurde Johannes geweiht. Der neue Abt reformierte das Kloster. Er forderte Verzicht auf den privaten Besitz der Mönche und förderte das gemeinsame Chorgebet in der heruntergekommenen Klosterkirche. Er ließ die Klosterbibliothek wiederaufbauen und mit neuen Werken ausstatten.
Johannes Burckhardt kehrte auch schnell zu den Bursfelder Gebräuchen zurück, auch wenn die Abtei nie mehr offiziell Teil des Klosterverbandes wurde. Johannes IV. Burckhardt forcierte die Neuanlage der verlorengegangenen Saalbücher, um sich über den Klosterbesitz besser informieren zu können. Dadurch gelang es ihm, ein geschlossenes Klostergebiet aufzubauen, das  bis zur Säkularisation erhalten blieb. Er scheute dabei auch keine gerichtliche Auseinandersetzung mit den anderen Grundherren am Main.
Der Reformation trat der Abt mit einer Mischung aus Härte und höflichem Interesse gegenüber. Er versuchte einerseits Klosterdörfer, die das neue Bekenntnis angenommen hatten, zu rekatholisieren; er hatte in Gerlachshausen Erfolg und scheiterte in Eichfeld. Andererseits empfing er auch benachbarte protestantische Grundherren wie den Grafen Georg II. zu Castell im Jahr 1570. Erst mit dem Amtsantritt des Fürstbischofs Julius Echter von Mespelbrunn in Würzburg verschärfte sich die Gegenreformation in der Mainabtei. Gleichzeitig nahm auch die Judendiskriminierung im Machtbereich des Klosters zu.

### Abt von Banz
Im oberfränkischen Banz, das zwischen den Einflussbereichen der Bischöfe aus Würzburg und Bamberg lag, verschärfte sich in den sechziger Jahren des 16. Jahrhunderts die Situation. Gerüchte machten die Runde, wonach der Abt das Kloster an die protestantischen Sachsen übergeben würde. Im Jahr 1566 besetzten deshalb würzburgische und bambergische Truppen die Abtei. Fürstbischof Friedrich von Wirsberg rief deshalb den jungen Abt aus Münsterschwarzach zu Hilfe. Mit zwei Mönchen besuchte Johannes das Kloster als Visitator.
Während dieses Besuchs besetzten am 2. März 1567 protestantische Coburger Bürger die Klostergebäude. Der Visitator und seine Mönche wurden aus dem Kloster gejagt und mussten zu Fuß nach Münsterschwarzach zurückkehren. Er kam erst im Jahr 1575 wieder nach Banz zurück. Zuvor, im Jahr 1573, war Johannes Burckhardt als Wahlkommissar bei der Bischofswahl in Würzburg tätig. Aus der Abstimmung ging der junge Julius Echter von Mespelbrunn als Sieger hervor. Er schätzte Johannes Burckhardt sehr und drängte ihn, die Abtei Banz als Vorsteher und Erneuerer zu übernehmen.
Johannes IV. Burckhardt lehnte zunächst ab, musste aber am 9. Juni 1575 dem Bischof nachgeben. Wegen des Verdachtes der Ämterhäufung einigten sich die Männer auf Johannes zukünftigen Titel. Er lautete: „Abt zu Banz und Administrator zu Münsterschwarzach“. Die Anreise in das immer noch umkämpfte Kloster geschah unter militärischem Schutz durch würzburgische Soldaten. Am 20. Juni 1575 wurde Johannes gewählt. Einen Monat später, am 9. Juli, belehnte ihn der Bamberger Bischof Veit von Würtzburg nach anfänglichem Widerstand mit der Abtei.
In Banz begann Johannes Burckhardt zunächst mit der Aufstockung des Konvents. Danach nahm er sich die zerstörten Gebäude vor. Im Jahre 1578 lag der Grundriss der neuen Kirche vor, nach ihrer Fertigstellung konnten 1580 die Konventsgebäude in Angriff genommen werden. Wiederum führte Burckhardt die Gebräuche der Bursfelder Kongregation ein, ohne dem Bündnis beizutreten. Gleichzeitig arbeitete er in Münsterschwarzach weiter. Nach der Erneuerung der Klosterkirche stiftete er 1582 von seinem Erbe einen Armenfond.

### Abt von St. Stephan
Am 25. Dezember 1582 bat Johannes Burckhardt um seine Resignation in Banz. Julius Echter von Mespelbrunn lehnte dieses Begehren ab. Als sich in den späten achtziger Jahren des 16. Jahrhunderts die gesundheitlichen Probleme Burckhardts häuften, versuchte er mehrmals, den Fürstbischof von seiner Abberufung zu überzeugen. Julius Echter übertrug ihm stattdessen am 22. Februar 1590 eine weitere Abtei, St. Stephan in Würzburg, die Burckhardt wiederum als Administrator führen sollte.
Mit Krediten aus der entschuldeten Abtei Münsterschwarzach versuchte Burckhardt das Stadtkloster zu reformieren. Gleichzeitig machten ihm durch die vielen Reisen zwischen den Klöstern Krankheiten, wie die Wundrose und ein Lungenödem zu schaffen. In den Jahren 1592 und 1597 scheiterten weitere Versuche der Resignation an der Absage des Fürstbischofs aus Würzburg. Johannes Burckhardt starb am 26. Januar 1597 in Banz und wurde in Münsterschwarzach beigesetzt. Der langjährige Freund und Lehrer des Abtes, Konrad Dinner, verfasste eine Biografie über den Abt.

## Wappen

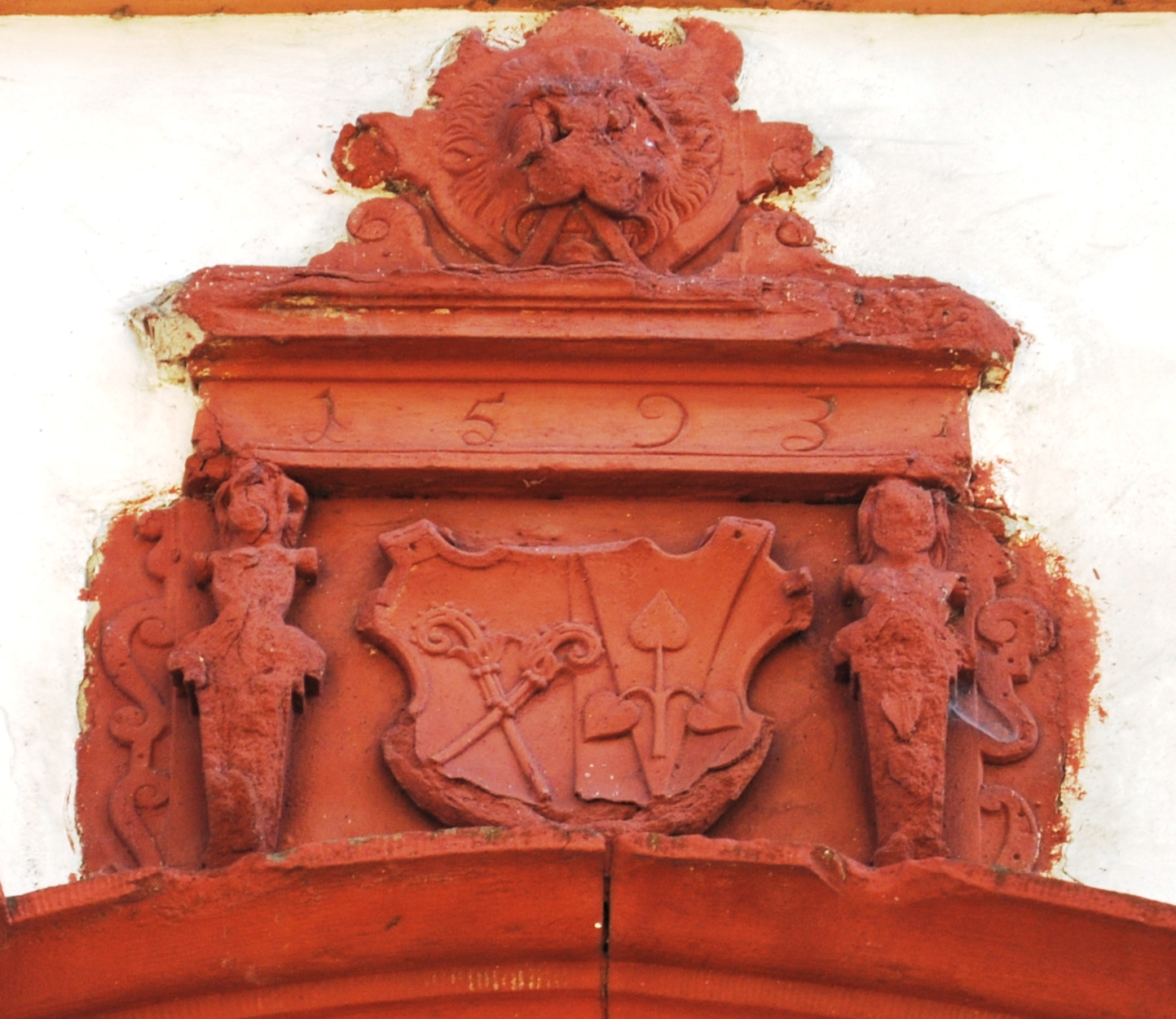
Das Wappen in Stadelschwarzach

Burckhardt war der erste Abt von Münsterschwarzach, dessen Wappen überliefert ist. Beschreibung: In Gold eine eingebogene, gestürzte schwarze Spitze; über allem ein aufrechter Lindenzweig mit drei 1:2 gestellten Blättern, die unteren abwärts gebogen, alles in verwechselten Farben.
Durch die rege Bautätigkeit des Abtes findet sich das Wappen auf mehreren Objekten in den ehemaligen Klosterdörfern. Über dem Portal des Stadelschwarzacher Amtshaus wurde ein besonders prächtiges angebracht. Auch auf einem Epitaph in der Sommeracher Pfarrkirche St. Eucharius und einem Bildstock im Ort ist es eingemeißelt. Eine weitere Version des Wappens befindet sich auf einer Glocke in der Kirche von Stadtschwarzach.

## Werk
- Johannes Burckhardt: Funebris oratio in obitum Reverendi Admodum in Christo Patris ac Domini, D. Joannis Burckhardi. Würzburg 1601.